# Europäisches Raumentwicklungskonzept
Das Europäische Raumentwicklungskonzept (EUREK) ist ein raumordnerisches Gesamtkonzept (Raumentwicklungskonzeption) auf europäischer Ebene, das 1998/1999 verabschiedet wurde. Man kann es als „europäischen Masterplan“ bezeichnen. Es ermöglicht den Mitgliedstaaten der EU, Einfluss auf die Raumordnung zu nehmen, und stellt den Rahmen der Raumordnung auf EU-Ebene dar. Es umfasst Interventionen und Leitlinien zur Raumentwicklung, um Ziele des wirtschaftlichen und sozialen Zusammenhalts zu stärken.
Vorgänger des EUREK war das sog. Europa 2000-Programm. EUREK soll die Kohärenz und die Komplementarität der Raumordnung der verschiedenen Mitgliedstaaten sicherstellen. Es hat keine Rechtsverbindlichkeit und eröffnet der EU keine neuen Kompetenzen im raumordnerischen Bereich.

## Ziele
Das EUREK verfolgt im Wesentlichen das Ziel einer räumlich ausgewogenen Entwicklung im Sinne der Nachhaltigkeit. Nach dem Brundtland-Bericht gehören nicht nur die drei klassischen Aspekte der Nachhaltigkeit (ökologisch, ökonomisch, sozial) zu einer nachhaltigen Entwicklung, sondern eben auch eine ausgewogene Raumentwicklung. Zu dieser Raumentwicklung gehören vier wichtige Bereiche:
1. Die Entwicklung der städtischen Gebiete
2. Die Entwicklung des ländlichen Raums
3. Verkehr
4. Natürliches und kulturelles Erbe

Weitere Teilaspekte davon sind:
- wirtschaftlicher und sozialer Zusammenhalt
- Erhaltung der natürlichen Lebensgrundlagen und des kulturellen Erbes
- ausgeglichenere Wettbewerbsfähigkeit des europäischen Raumes, da die räumlichen Disparitäten immer weiter zunehmen.
- es dient als Verständigungsmittel zwischen den Mitgliedsstaaten der EU

## Leitbilder
In Anlehnung an die Ziele des EUREK wurden drei Leitbilder mit aufgenommen, die allerdings schon 1994 formuliert wurden. An diesen soll sich die räumliche und siedlungsstrukturelle Entwicklung der EU ausrichten:
1. Entwicklung eines ausgewogenen und polyzentrischen Städtesystems und neuer Beziehungen zwischen Stadt und Land (siehe auch System der Zentralen Orte)
2. Sicherung eines gleichwertigen Zugangs zu Infrastruktur und Wissen
3. nachhaltige Entwicklung sowie intelligentes Management und Schutz von Kultur und Naturerbe

## Anwendung
Das Europäische Raumentwicklungskonzept wird auf Gemeinschaftsebene, auf transnationaler, nationaler, regionaler und lokaler Ebene angewendet. Zudem findet es Anwendung in den sog. MOEL (mittel- und osteuropäischen Ländern). Es ist ein wichtiges Instrumentarium zur Bildung von Transeuropäischen Netzen. Außerdem bietet es einen Orientierungsrahmen für die europäischen Metropolregionen.
Obwohl das EUREK für die teilnehmenden Staaten in keiner Weise rechtsverbindlich ist, zeigt es im Allgemeinen eine hohe Wirksamkeit, da die Teilnahme und nationale Umsetzung der Ziele durch die EU finanziell stark gefördert werden.